# Мечеть Сиди-Саид

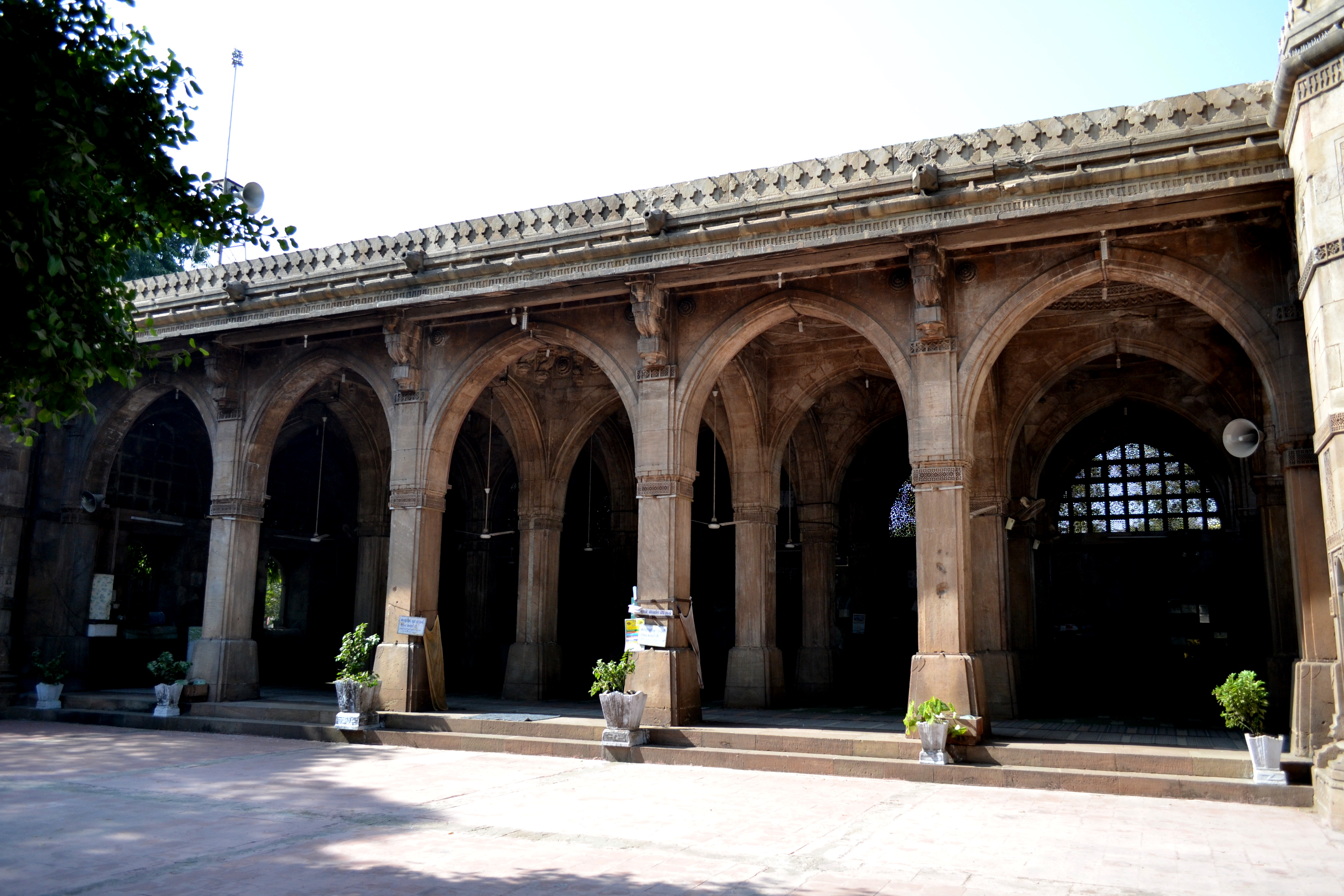
Аркада мечети Сиди Саид

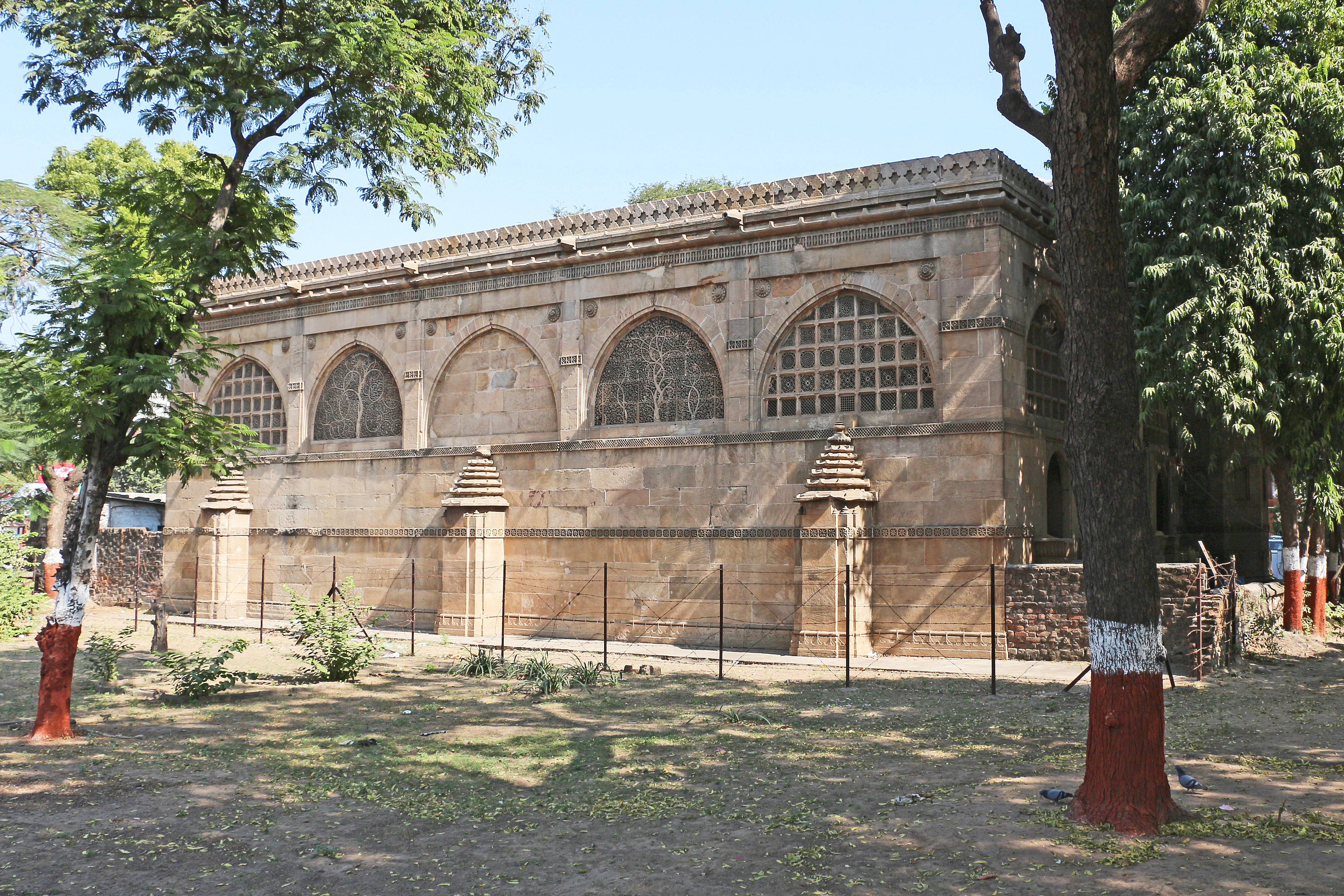
Задняя стена мечети

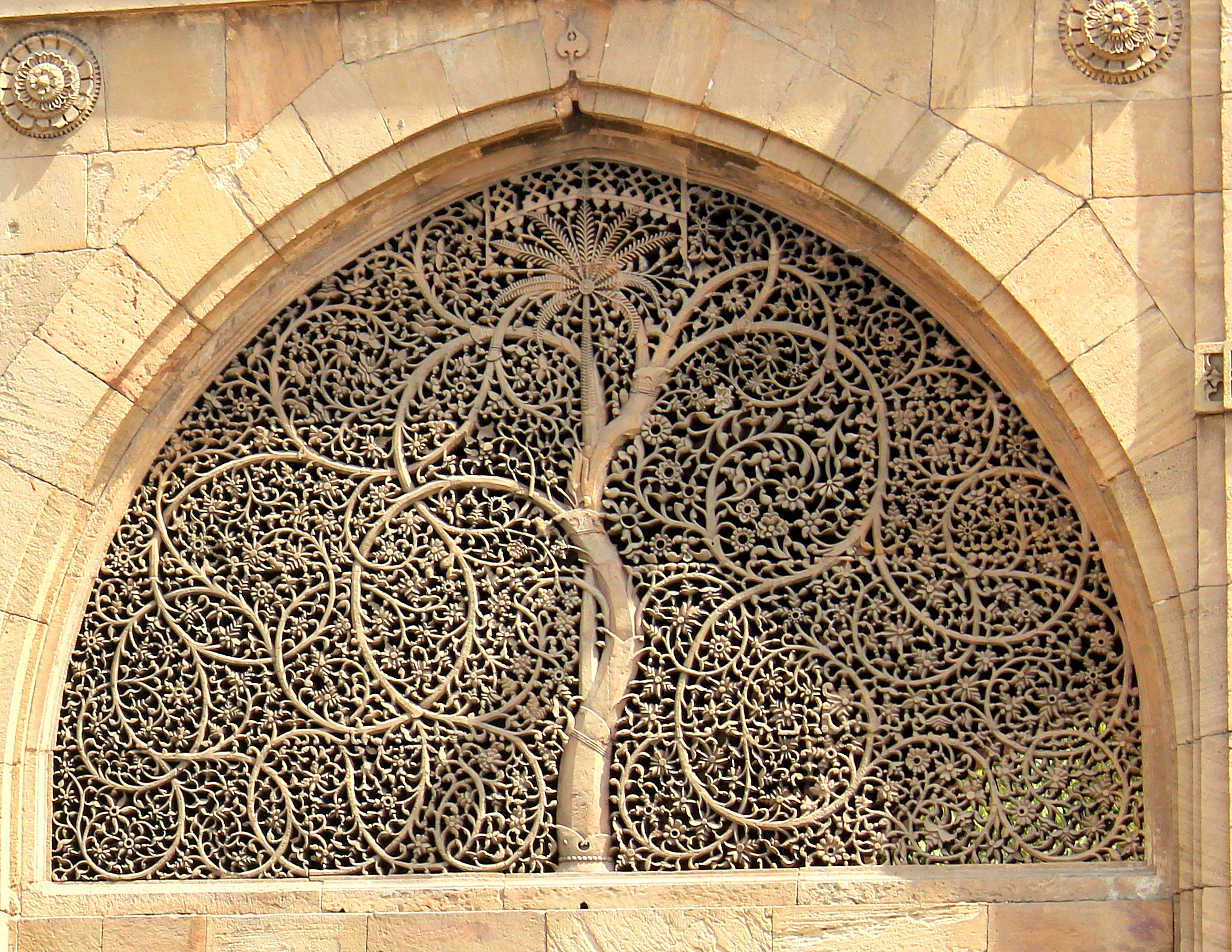
Ажурные Джали окон

Мечеть Сиди-Саид (гудж. સિદૂી સૈયદ ની જાળી) — мечеть в Ахмадабаде, построенная в 1573 году Сиди Саидом, абиссинецем из свиты Билал Джхаджар Хана, генерала в армии Музаффара Шаха III, последнего султана Гуджарата. В российских источниках постройка датируется 1515 годом.
Здание построено в виде простой лоджии с аркадой. На задней и боковых стенах мечети расположено десять полукруглых окон с тончайшими резными ажурными решётками. Узор на решётках выполнен в виде растительных мотивов. Над их изготовлением в течение шести лет трудилось около 45 мастеров, не считая подмастерьев. Заднюю стену мечети с внешней стороны украшают каменные тумбы с геометрическими узорами.
Участок стены за центральной аркой мечети не имеет окна. Согласно комментарию историка Генри Джорджа Бриггса, посетившего город в 1947 году, она была заштукатурена, что привело к появлению версии будто центральная решётка была удалена со своего места и перевезена в Англию в конце XIX века. Однако согласно записям Музея Виктории и Альберта в Лондоне, в 1883 ими была приобретена деревянная копия решётки в натуральную величину, которая была уничтожена в 1949 году. В Британском музее также выставлялись копии, сделанные из гипса. По другой версии решётки в центральном окне и окнах северной сторон отсутствуют так, как мечеть не была достроена из-за аннексии Гуджаратского султаната Империей Великих Моголов.